# Anthracobia
Anthracobia Boud. (węglolubka) – rodzaj grzybów z typu workowców Ascomycota.

## Systematyka i nazewnictwo
Pozycja w klasyfikacji według Index Fungorum
Pyronemataceae, Pezizales, Pezizomycetidae, Pezizomycetes, Pezizomycotina, Ascomycota, Fungi.
Gatunki występujące w Polsce
- Anthracobia macrocystis (Cooke) Boud. 1907[2]
- Anthracobia maurilabra (Cooke) Boud. 1907[2]
- Anthracobia melaloma (Alb. & Schwein.) Boud. 1893[2]
- Anthracobia nitida Boud. 1907[3]
- Anthracobia subatra (Rehm) M.M. Moser 1963[4] – węglolubka brązowawa[5]

Nazwy naukowe na podstawie Index Fungorum. Wykaz gatunków według przypisów. Nazwy polskie na podstawie rekomendacji Komisji ds. Polskiego Nazewnictwa Grzybów przy Polskim Towarzystwie Mykologicznym.